# Biruni
För månkratern Al-Birundi, se Al-Biruni (månkrater).

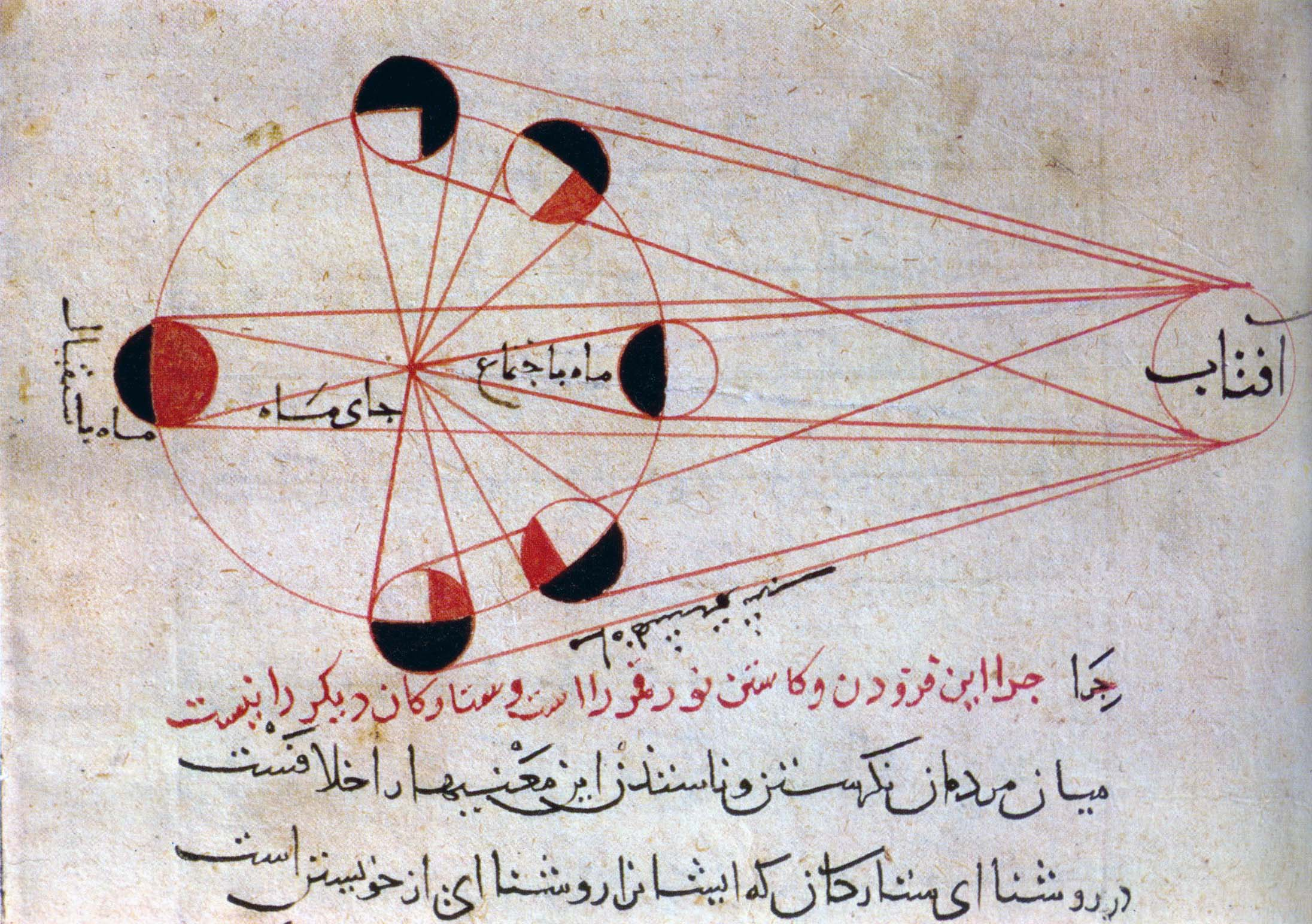
al-Birunis ritning av månfaserna.

Abu Rayhan Mohammad Ebn-e Ahmad Biruni (persiska: ابوریحان بیرونی; arabiska ابو الريحان محمد بن احمد البيروني), ofta bara al-Biruni, var en persisk vetenskapsman född 973 i Kath (nuvarande Beruniy i Uzbekistan), död 1048 i Ghazni i nuvarande Afghanistan. Astronomi, matematik, fysik, medicin, geografi, historia och religionshistoria är några av de olika områden där han har skapat viktiga verk. Han är en av de mest kända vetenskapsmännen inom turkisk-islamisk och världshistoria.

## Biografi
Biruni föddes i staden Kâs, som är den centrala staden i Khwarezm, den 4 september 973. Staden ligger vid nedre delen av floden Jaxartes (numera Syr-Darja). Han är också känd som al-Khwarizmi. Men för att inte förväxlas med den berömda matematikern al-Khwarizmi (Muhammad ibn Musa) som levde före honom, nämns alltid al-Biruni som hans tilläggsnamn i källorna.
Även om Beyhaki nämner Biruni som en stad i sitt verk, nämns det inte i klassiska källor att det finns en stad med det namnet i Khwarezm. Vissa författare, som utgår från det persiska ordet "bîrûn" som betyder "utanför", anser att Biruni-epitetet används i betydelsen "kommer utifrån, från landsbygden, främmande" (Yakut, VI, 308; Sem'ani, s. 392). Biruni, som det är säkert att han föddes i Kâs och som talar om Khwarezm som "mitt hemland" (Tahdid, s. 81), bör dock anses vara från landsbygden inom Khwarezm-gränserna. Därför är det rimligt att anta att han föddes i en av de omgivande stadsdelarna i Khwarezms centrala region. C. Edward Sachau, som reste från Berlin till Bukhara för att lösa detta problem med hänvisning till tillhörighet, upptäckte att människor där kallades "från staden" eller "från landsbygden". Det kan också vara så att Biruni kallades Biruni på grund av att hans familj flyttade till Kas från en annan plats innan han föddes.
Det finns ingen information om Birunis familj. I en av hans dikter nämner han att han inte känner till någonting om sin farfar och släkt, och att han inte ens känner sin egen far. I samma dikt använder Biruni konstiga uttryck som "Abu Lahab" om sin far och "hammâletü'l-hatab" om sin mor, men det är inte klart vad han menade med dessa uttryck. Det har föreslagits att Biruni med dessa uttryck ville betona att släktträd eller lovord och klander inte var viktiga, eller att man undvek att kommentera detta ämne. Ingen av Birunis nuvarande verk ger någon förklaring om hans egen nationalitet.
Att det fanns persiska, turkiska och sogdiska element som samexisterade i Khwarezm-regionen gör det svårt att göra en bestämd slutsats, men forskning tyder på att Biruni var turk. Det finns ingen grund att betrakta Biruni som arabisk, persisk eller iransk, eller iransk nationalist, baserat på vad han skrev om dessa etniciteter, eftersom Biruni skrev både positiva och negativa bedömningar om dessa etniciteter. Dessutom påpekar han att varken arabiska eller persiska var hans modersmål. Möjligheten att hans modersmål var sogdiska är också svag, eftersom forskning visar att sogdiska var ett kultur- och civilisationspråk vid den tiden. Å andra sidan beklagar Biruni att hans modersmål inte var ett vetenskapligt språk. De konstiga användningarna av arabiska i hans verk kan förklaras av inflytandet från petjenegiska, men det frekventa användandet av turkiska ord med petjenegisk uttal i hans skrifter stärker möjligheten att han har turkisk härkomst. Biruni mötte som barn en gammal turkmensk man som förde medicin till palatset i Kās (el-Cemâhir, s. 205-206), hans första undersökningar gjordes i områden där turkar bodde, han ställde frågor till sändebud från Qitay Khanatet och pratade med en turk som bar regnstenar till honom (Taḥdîd, s. 80; el-Cemâhir, s. 219), vilket är tydliga tecken på att han kände till turkiska och var av turkisk härkomst. Biruni var, enligt eget uttalande, inte en "ursprunglig invånare i Khwarezm" (el-Âs̱ârü'l-bâḳıye, s. 39) utan tillhörde snarare en turkisk familj som hade invandrat till staden Kās eller dess omgivningar. Turkar hade invandrat till området innan Birunis födelse och det fanns djupa relationer mellan lokalbefolkningen i Khwarezm och turkarna.
Trots osäkerheten kring Birunis familj, härkomst och nationalitet är det känt att han sedan barndomen hade en forskande själ och en stor vilja att lära sig om olika ämnen. Hans lärda familj ansåg att det var onödigt att ge för mycket information om sin härkomst och nationalitet, men de nämnde ofta detaljer om hans personliga liv och intellektuella äventyr. Det är okänt hur Biruni hamnade under Khwarezmidernas beskydd från Afrighid-dynastins beskydd, som var en turkmenisk dynasti som härskade över Khwarezm-regionen, inklusive Khiva, från mitten av 900-talet e.Kr. till början av 1100-talet e.Kr, som Biruni uttryckte  "att han njöt av en välsignelse i deras skugga". Hans uttalanden om att han bevittnade vad som hände med en turkmen som bar medicin till palatset när han var barn tyder på att han hamnade under Afrighid-dynastins beskydd i en ung ålder och uppfostrades i palatset.
Särskilt den kända läraren och matematikern Abu Nasr ibn Iraq från denna dynasti är en viktig person som hjälpte honom att få en bra start på sin akademiska karriär. Biruni använde ordet "min mästare" för honom, vilket han inte använde för någon annan, och han studerade Euklides geometri och Ptolemaios astronomi med honom. Det framgår att ibn Iraq-familjen och Mansur, som tillhörde denna familj, särskilt uppmärksammade Birunis utbildning och mobiliserade olika resurser för att hjälpa honom att utvecklas. Bortsett från Ibn Iraq tog Biruni också lektioner hos Abdussamed bin Abdussamed al-Hakim, men det är känt att han inte hade en långvarig akademisk karriär och att han mer eller mindre lärde sig själv. Denna observation kan härledas till hans forskningsanda och vetenskapliga nyfikenhet, samt till att han skrev verk vid en ung ålder. Han lyckades nå en produktiv nivå i sin akademiska forskning vid sjutton års ålder eftersom han genomförde sin första observation år 990. Det är möjligt att förstå graden av hans beslutsamhet och ambition genom att han under dessa observationer tittade på solen så mycket att hans ögon blev sjuka, och att han fortsatte sina observationer genom att titta på solens spegelbild i vattnet. Vid samma ålder mätte han solens höjd över horisonten vid Kas-longituden med en cirkel som var uppdelad i halva grader och beräknade stadens latitudgrad. I tjugoårsåldern planerade han också en serie observationer och mätningar, och förberedde en astronomisk cirkel med en diameter på 8 m tillsammans med andra verktyg.
Men Birunis lugna period var inte långvarig. För denna unga vetenskapsman, som precis hade fyllt 22 år och hade en position vid hovet i Khwarazm, började en period av svårigheter när den politiska makten ändrades. Efter att Me'muniderna, som bodde på andra sidan floden Jaxartes, attackerade Kas år 995 och utplånade Harezmshahs, och efter att Harezm-styret anslöts till en ny politisk regim med bas i Urgentj, lämnade Biruni Kas. Det är känt att han stannade i en tid i Rayy och upplevde en period av fattigdom. Biruni nämner också de astronomiska observationerna som gjordes i Rayy. På den tiden, under Buyiddynastins styre, beställde regenten i Rayy, Fahruddawla, en stor kvadrant som skulle användas för att observera solens höjd vid dess inträde på himlen, gjord av Abu Mahmud al-Khujandi (d.1000). Biruni beskrev den så kallade Fakhri-kvadranten, som fått sitt namn efter regenten, och de detaljerade observationer som gjordes med hjälp av den i sin skrift Ḥikâyetü'l-âleti'l-müsemmât bi's-südsi'l-Faḫrî, baserat på information som han personligen fått från al-Khujandi. Eftersom Biruni lämnade Kas år 995 och al-Khujandi dog år 1000, antas det att deras möte i Rayy var inte långt efter Birunis avresa från staden. Biruni återvände till Kas år 997 och träffade den islamiska matematikern och astronomen Abu'l-Wafa al-Buzjani här den 24 maj 997, och de observerade en månförmörkelse tillsammans. Det finns också en möjlighet att han besökte staden Gilan. Det är känt att han dedicerade sin bok Kitab al-Maqalid ila Ilm al-Hay'a till Merzuban ibn Rustam, som var antingen guvernör eller härskare i staden. Dessutom nämner Biruni i sin bok al-Asar al-Baqiya, som han färdigställde år 1000, att han var närvarande vid en möte med guvernören i Gilan.
Biruni befann sig i Buchara samma år. Han var skyddad i palatset av II. Mansur, som besteg tronen för samaniderna år 997 och vars styre varade endast två år. Han nämner i en senare dikt att Mansur var hans första beskyddare. Under tiden hade Kabus bin Wushmgir, härskaren av Ziyariderna som hade kontrollerat områden som Jorjan, Gilan, Mazandaran och Kuhistan i 155 år, blivit fördriven från Jurjan och ville återta sin tron med stöd från emiratet i Khorasan. När han återvände till Jorjan 998 hade han med sig Biruni, som nu hade börjat arbeta för honom. Biruni var inte särskilt förtjust i sin nya beskyddare Kabus bin Wushmgir, men att han kände tacksamhet gentemot honom. Kabus, som var en lärd och poet, stödde Birunis arbete och Biruni dedikerade sitt verk "El-Asarul Bakıye" till honom. I sitt verk lovordar Biruni Kabus och noterar att han uppskattade honom eftersom han inte accepterade smeknamn. Det antas att Biruni under denna tid deltog i en debatt med Ibn Sina.
Trots det stora intresset och de privilegier som visades honom i Jorjan, fann Biruni Kabus, som en hårdhjärtad person. Han lämnade Jorjan 1009 efter att ha blivit inbjuden av Abu'l-Hasan Ali bin Mamun från Mamunid-dynastin i Urgentj. En annan åsikt är att detta hände 1003. Biruni utförde observationer av två Månförmörkelse som inträffade den 19 februari och 14 augusti 1003 i Jorjan, och upprepade sedan sina observationer i Urgentj den 4 juni nästa år. Därför måste han ha lämnat Jorjan 1003 och bosatt sig i Urgentj. Det skulle vara för ambitiöst att betrakta hans tredje observation som en definitiv bevis på att han fortsatte att bo i Urgentj. År 997 återvände han till staden Kâs och genomförde observationer tillsammans med Abu'l-Wafa al-Buzjani (se ovan), men han stannade inte där.
Birunis nya skyddsherrar efter Kabus, Ma'muniderna, var representanter för en beroende tron som betalade tribut till Samaniderna. Efter deras fall kom de under Ghaznavidernas styre, men de lyckades ändå förbli halvt oberoende. Biruni, som vann nära stöd från Abu'l-Hasan Ali under denna dynasti och efter hans död fick skydd från sin bror Hârizmshah Abu'l-Abbas Ma'mun bin Ma'mun, noterar att han förde honom till berömmelse och välstånd. Den lärde mannen tilldelades en lägenhet i Abu'l-Abbas palats och fungerade också som rådgivare. På grund av de politiska och vetenskapliga möjligheterna som gavs till honom kunde han bedriva sin forskning mer effektivt än i Jurjan. Hans egna astronomiska instrument, som han kallade "Shahin Circle", tillägnades Ebü'l-Abbas som ett uttryck för sin tacksamhet gentemot regenten (el-Qanunu'l-Mes'udi, II, 612). Under denna vetenskapliga forskning hade han också produktiva relationer med den berömda läkaren Abu Sahl Isa al-Masihi.
Det verkar som att Bîrûnî verkligen gillade Urgentj som sin bostadsort. Han kallade staden för sitt hemland, men påpekade också att de administrativa och politiska uppgifterna han var tvungen att ta på sig hindrade hans vetenskapliga arbete till viss del. Bîrûnî kan ha sagt detta eftersom hans födelseort och hemland Kâs nu är en del av Urgentj. Det verkar som att Bîrûnî var mycket framgångsrik i att lösa politiska och administrativa frågor som presenterades för honom av Harzemshah Abu'l-Abbas Mamun. Han spelade en viktig roll i Harzems relationer med Ghaznaviderna och Karahaniderna. Sedan Mahmud av Ghazni försökte uppnå direkta härskarrättigheter i Kharezm 1014, blev det en ansträngd politisk situation. Även om Abu'l-Abbas Mamun accepterade Ghaznavi-autoriteten, vägrade armén och andra emirer att acceptera detta, vilket ledde till fullständigt kaos. När den upproriska armén mördade Mamun, Mahmud av Ghazni använde detta som en chans att införliva Kharezm i sitt rike. Dessa händelser markerade början på en helt ny era i Birunis liv. Eftersom Mahmud återvände till Ghazni tog han Biruni och hans lärare Abu Nasr Ibn Iraq Mansur, Abdussamed och Ebü'l-Hayr el-Hammar, som han hade etablerat vetenskapliga relationer med i Urgentj, med sig till Ghazni. Vid denna tidpunkt var Biruni fyrtiofyra år gammal.
Övergången från Kharzem-eran till Ghazni-eran var svår för Biruni. På grund av den tidigare politiska situationen hölls Biruni fången i Nandana-fästningen under en tid. Trots denna svåra tid höll Biruni inte upp med vetenskapligt arbete och genomförde olika astronomiska observationer och beräkningar med de verktyg han kunde få tag på där år 1018. Det är känt att han fick officiell hjälp även om han inte hade en nära relation med Mahmud av Ghazni från början. En värdefull sten från hinduiska tempel spelade en roll i att föra dessa två berömda personer närmare varandra. Birunis svåra period berodde förmodligen inte enbart på hans psykologiska tillstånd. Det rådde en inställning i Ghazni där man inte tolererade forskande och kunniga personer, och de anklagades för kätteri och otrohet. Birunis lärare Abdüssamed anklagades och mördades för denna anklagelse om irreligion och Karmatianism. Biruni anklagades också, men anklagelserna hade ingen effekt. Eftersom Biruni, vid en ålder av bara tjugosju år, skrev en bok om Karmatians, Kitâb fî aḫbâri’l-mübeyyiḍa ve’l-Ḳarâmiṭa, och var uppmärksam på farorna, kunde han enkelt försvara sig själv. Det fanns inget bevis som kunde rättfärdiga anklagelsen om irreligion. Slutligen kunde Biruni med hjälp av sin vetenskapliga kompetens slippa undan dessa anklagelser. En av orsakerna till den känsla av obehag mellan Biruni och Mahmud av Ghazni var Mahmuds rådgivare och konsult Meymendî. Firdevsi skrev en berömd satir om Meymendî och flydde sedan landet på grund av det. Men Biruni hade tålamod och mod för att stå ut med svårigheterna, och detta ledde till en djup och uppriktig relation mellan honom och Mahmud av Ghazni. I sina skrifter nämner Biruni att Mahmud av Ghazni inte avhåller sig från att ge honom några fördelar, att vetenskapliga kretsar i  Ghazni visar stor respekt för Mahmud och följer honom, att han är en stöttepelare för staten och att Ghazni, som han kallar "Österns huvudstad", kommer att bli hans andra hemland. Det framgår att Biruni kände stor glädje över den utvidgning av den islamiska världen som skedde under Mahmuds tid.
Efter Sultan Mahmuds död kallades han av  Biruni som "världens lejon" och "tiden enda". Mahmud av Ghazni höll sitt palats öppet för poeter och lärda. Han lät också bränna några böcker som orsakade onödig debatt. Biruni hade under de första tio åren efter sin ankomst till Ghazni möjlighet att bedriva produktiv vetenskaplig forskning inom astronomi, matematik och fysik. Hans berömda verk "Taḥḳīḳu mâ li'l-Hind" som handlar om Indien är också ett resultat av denna period.
Sultan Mahmud av Ghazni fortsatte en erövringsrörelse på den indiska subkontinenten mellan 1002 och 1026 och erövrade till slut en betydande del av Indusdalen och Gangesdalen samt mark som sträckte sig söderut till Indiska oceanen. Biruni var mycket intresserad av denna nya geografi som öppnades upp framför den islamiska världen och ville lära känna Indien genom att dra nytta av de möjligheter som det stora imperiet han levde i erbjöd honom. För den islamiska världen som lärde känna indisk kultur inom astronomi, matematik, medicin och litteratur genom översättningar från 8:e århundradet och framåt, har denna kontinent alltid behållit sin dragningskraft.
Biruni var inte den första muslimska lärde som besökte Indien. Tidigare hade många personer gått till Sind, södra kusterna av Sind och Indien och skrivit böcker om dessa platser. Men Birunis resor var mycket förberedda och därför produktiva. Tidigare hade han träffat indiska lärda som hade förts till Ghazni och hade lärt sig sanskrit från dem. När han pratade med dessa lärda ökade hans intresse för Indien och han fick viktig information. Det är inte känt hur många gånger och vid vilka datum Biruni gick till Indien. Men det är säkert att han deltog i expeditionerna till Gujarat och Multan, besökte norra Indien, Kashmir och Punjab. I Punjab hade han kontakt med indiska lärda, vann deras uppskattning genom att delta i vetenskapliga möten där sanskrit talades. Det verkar som om Biruni hade en imponerande effekt på indiska lärda som väckte förvåning och beundran.
Eftersom Biruni översatte Euklides Elementa och Klaudios Ptolemaios Almagest till sanskrit (Ziauddin Ahmad, IC, V [1931], s. 348), och översatte Patanjali och Samkhya till arabiska, kan man säga att han blev mycket skicklig i sanskrit. Det är känt att han också försökte översätta de Panchatantra-fabler som han ansåg vara otillräckligt översatta till arabiska. Det bör noteras att hans viktigaste verk av dessa studier var Taḥḳīḳu mâ li'l-Hind (En kritisk studie av vad Indien säger, antingen accepterat av förnuftet eller avvisat.). Under de långa åren i Ghazni kombinerade han sina naturstudier, astronomiska observationer och matematiska studier med att dra nytta av de olika kulturerna som han hade kontakt med genom sin närhet till statsråd. Till exempel försökte han öka sin kunskap genom att träffa en delegation som sändes som sändebud av Turkiets härskare i Voltaregionen år 1024. En medlem av delegationen som påpekade att solen inte gick ner i flera dagar i polregionerna, väckte Sultan Mahmuds religiösa iver och vrede, men med Birunis ingripande och påpekande att detta var naturligt, blev sultanen övertygad (Yâkūt, VI, 310). Han fick också information om Fjärran Östern  från en kinesisk och uigurisk turkisk delegation som kom till Ghazni år 1027.
Sultan Mesud av Ghazni (1030-1041), som besteg tronen efter sin far Mahmud av Ghaznis död 1030, var också en personlighet som lyssnade på lärda. Under denna tid fortsatte Biruni att utföra vetenskapliga undersökningar vid sidan av sitt rådgivande uppdrag vid hovet. Han nådde sin vetenskapliga höjdpunkt genom att lägga till sin bok "El-Kanunu'l-Mes'udi" till viktiga verk som "Taḥdîdü nihâyâti'l-emâkin", "Maḳāle fi’stiḫrâci’l-evtâr fi’d-dâʾire" och "Taḥḳīḳu mâ li’l-Hind" från Mahmud av Ghaznis tid. Denna bok, som fick sitt namn efter Sultan Mesud, innehåller mycket viktiga resultat för medeltida astronomi och skiljer sig från Ptolemaios system. Särskilt försvarade författaren, Biruni, att de astronomiska fakta inte skulle ändras om jorden roterade runt solen, trots att det strider mot uppfattningen vid denna tidpunkt som ansåg att jorden var universums centrum.
al-Birunis bidrag till matematiken bestod bland annat i teoretisk och praktisk aritmetik, irrationella tal och metoder för att lösa algebraiska ekvationer.

## Eftermäle
Nedslagskratern Al-Biruni på månen och asteroiden 9936 Al-Biruni är uppkallad efter honom.